# Brett Engelhardt
Brett Engelhardt (né le 12 août 1980 à Sheboygan, Wisconsin, aux États-Unis) est un joueur professionnel américain de hockey sur glace.

## Carrière de joueur
Après quatre saisons au sein des Huskies de Michigan Tech, il fit ses débuts professionnels avec les Phantoms de Philadelphie. Après avoir commencé la saison suivante dans la East Coast Hockey League, il se joint aux Maple Leafs de Saint-Jean. Il suivit l'équipe quand celle-ci déménagea à Toronto pour devenir les Marlies.
Avant le début de la saison 2007-2008, il signa un contrat avec les Red Wings de Détroit. Il fut retranché par l'équipe au camp d'entraînement et se joint aux Griffins de Grand Rapids. En février 2008, les Red Wings l'échangerent aux Canadiens de Montréal.

## Statistiques
| Saison    | Équipe                           | Ligue |    | Saison régulière | Saison régulière | Saison régulière | Saison régulière | Saison régulière |   | Séries éliminatoires | Séries éliminatoires | Séries éliminatoires | Séries éliminatoires | Séries éliminatoires |
| Saison    | Équipe                           | Ligue | PJ | B                | A                | Pts              | Pun              | PJ               | B | A                    | Pts                  | Pun                  |                      |                      |
| 1997-1998 | équipe nationale Jr. États-Unis  | USHL  | 11 | 0                | 0                | 0                | 18               |                  |   |                      |                      |                      |                      |                      |
| 1997-1998 | équipe nationale U-18 États-Unis | NAHL  | 35 | 3                | 5                | 8                | 30               |                  |   |                      |                      |                      |                      |                      |
| 1998-1999 | Gamblers de Green Bay            | USHL  | 54 | 12               | 18               | 30               | 76               | 6                | 2 | 0                    | 2                    | 8                    |                      |                      |
| 1999-2000 | Gamblers de Green Bay            | USHL  | 58 | 24               | 27               | 51               | 167              | 14               | 7 | 8                    | 15                   | 28                   |                      |                      |
| 2000-2001 | Huskies de Michigan Tech         | NCAA  | 35 | 6                | 10               | 16               | 73               |                  |   |                      |                      |                      |                      |                      |
| 2001-2002 | Huskies de Michigan Tech         | NCAA  | 38 | 16               | 16               | 32               | 40               |                  |   |                      |                      |                      |                      |                      |
| 2002-2003 | Huskies de Michigan Tech         | NCAA  | 38 | 17               | 15               | 32               | 67               |                  |   |                      |                      |                      |                      |                      |
| 2003-2004 | Huskies de Michigan Tech         | NCAA  | 38 | 38               | 12               | 13               | 25               |                  |   |                      |                      |                      |                      |                      |
| 2003-2004 | Phantoms de Philadelphie         | LAH   | 2  | 0                | 1                | 1                | 0                |                  |   |                      |                      |                      |                      |                      |
| 2004-2005 | Gladiators de Gwinnett           | ECHL  | 21 | 14               | 9                | 23               | 18               |                  |   |                      |                      |                      |                      |                      |
| 2004-2005 | Maple Leafs de Saint-Jean        | LAH   | 44 | 7                | 5                | 12               | 32               | 4                | 1 | 0                    | 1                    | 2                    |                      |                      |
| 2005-2006 | Marlies de Toronto               | LAH   | 71 | 12               | 32               | 44               | 89               | 5                | 1 | 1                    | 2                    | 6                    |                      |                      |
| 2006-2007 | Marlies de Toronto               | LAH   | 79 | 25               | 23               | 48               | 129              |                  |   |                      |                      |                      |                      |                      |
| 2007-2008 | Griffins de Grand Rapids         | LAH   | 42 | 8                | 8                | 16               | 33               | -                | - | -                    | -                    | -                    |                      |                      |
| 2007-2008 | Bulldogs de Hamilton             | LAH   | 25 | 5                | 5                | 10               | 29               | -                | - | -                    | -                    | -                    |                      |                      |
| 2008-2009 | Augsburger Panther               | DEL   | 50 | 16               | 19               | 35               | 114              | 4                | 0 | 1                    | 1                    | 2                    |                      |                      |
| 2009-2010 | Augsburger Panther               | DEL   | 47 | 28               | 26               | 54               | 97               | 14               | 4 | 7                    | 11                   | 28                   |                      |                      |
| 2010-2011 | Hambourg Freezers                | DEL   | 45 | 21               | 17               | 38               | 84               | -                | - | -                    | -                    | -                    |                      |                      |
| 2011-2012 | Hambourg Freezers                | DEL   | 52 | 23               | 16               | 39               | 38               | 5                | 0 | 0                    | 0                    | 4                    |                      |                      |
| 2012-2013 | EHC Linz                         | EBEL  | 53 | 19               | 19               | 38               | 64               | 12               | 2 | 5                    | 7                    | 24                   |                      |                      |

## Transactions en carrière
- 1er août 2007 : signe un contrat comme agent-libre avec les Red Wings de Détroit.
- 8 février 2008 : échangé aux Canadiens de Montréal par les Red Wings de Détroit en retour de Francis Lemieux.
- 28 mars 2013 : annonce son retrait de la compétition.